# 布勢村 (島根県)
布勢村（ふせむら）は、島根県仁多郡にあった村。現在の奥出雲町佐白、八代、馬馳、上三所にあたる。

## 地理
- 河川：斐伊川[1]、八代川[1]

## 歴史
- 1889年（明治22年）4月1日、町村制の施行により、仁多郡佐白村、八代村、馬馳村、上三所村が合併して村制施行し、布勢村が発足[1][2]。
- 1955年（昭和30年）4月15日、仁多郡三成町、阿井村、亀嵩村、三沢村と合併し仁多町を新設して廃止された[1][2]。

### 地名の由来
古代からの布勢郷による。

## 産業
- 農業、養蚕、木炭[1]